# Leen Demaré
 Lena (Leen) Julia Demaré (Brussel, 19 januari 1962) is een Vlaamse radiopresentatrice.

## Biografie

### VRT: doorbraak bij Radio Donna
Demaré studeerde rechten, maar besloot na haar studie iets met haar stem te gaan doen. Toen ze hoorde dat de VRT een stemtest hield, ging ze erop af en mocht ze aan de slag bij Radio 1 in 1985. Daar presenteerde ze Voor de dag.
In 1992 stond Demaré mee aan de wieg van de eerste hitzender van de VRT: Radio Donna. Daar presenteerde ze eerst De Foyer en vervolgens acht jaar lang Vrouwentongen. Ze groeide uit tot het boegbeeld van het radiostation.
Begin november 2004 kreeg Donna een nieuwe stijl aangemeten: nieuwe jingles, nieuwe presentatoren, nieuwe programma's. Demaré mocht het weekend openen met Wees Gegroet, van 14 tot 17 uur, waarin luisteraars hun zonden konden laten vergeven. De luistercijfers vielen echter tegen en het programma werd afgevoerd.
Op televisie was ze geregeld als panellid te zien in het populaire muziekprogramma Het Swingpaleis van presentator Felice Damiano. In 2004 nam ze deel aan het tweede seizoen van De Slimste Mens ter Wereld. Na vijf deelnames moest ze de quiz verlaten.
Op 1 september 2005 veranderde Donna grondig. Donna werd een bijdetijds net, met nieuwsflitsen en informatie over belangrijke sportevenementen. Demaré werd overgehaald om De Nieuwe Ochtend van Donna te presenteren (elke werkdag van 6 tot 9). Dit deed ze tot 17 oktober 2006. Na haar laatste ochtendprogramma diende ze haar ontslag in bij de toenmalige VRT-directeur Piet Van Roe.

### Medialaan en DPG Media
Na een paar weken vakantie ging ze aan de slag bij de commerciële radiozender 4fm. Daar presenteerde ze tussen 9 en 12 La vie en rose en nadien Leen Actueel, een actualiteitsprogramma, van 17 tot 19 uur. Eerder maakten ook "Donnastemmen" Jan Bosman en Johan Henneman de overstap naar 4fm.
Op Vitaya verzorgde Demaré ook vijf programma's.
In het najaar van 2007 was Demaré te zien op VTM. Zij was een van de deelneemsters van Sterren Op Het IJs.
Van 1 april 2009 tot 2012 presenteerde zij tussen 9 en 12 uur het programma Lilaleen op JOE fm, de opvolger van 4fm. Na de programmatieverandering op 1 augustus 2012 nam zij het blok tussen 16 en 18 uur met als naam De grote verzoekshow.
Van 2013 tot 2016 presenteerde Demaré op JOE fm De Spits tussen 16 en 18 uur, samen met Raf Van Brussel. Na de inhoudelijke vernieuwing van het radiostation, presenteerde ze sinds 16 augustus 2016 Met Leen naar 1, tussen 12 en 13 uur. Vanaf 21 augustus 2017 presenteerde ze Ciao a Tutti op vrijdag tussen 20 en 22 uur, en het blok van 16 tot 19 uur op zaterdag en zondag.
Eind 2019 werd ze ontslagen bij Joe. Naar haar eigen aanvoelen omdat ze te oud werd bevonden.

### Terugkeer naar VRT en Mediahuis
Kort daarna, in maart 2020, werd ze een van de vaste gasten (sidekick) van host Danira Boukhriss Terkessidis in haar talkshow Vandaag op Eén. Ook in 2020 ging ze aan de slag bij Nostalgie, waar ze vanaf 16 mei op zaterdag en zondag het ochtendblok tussen 7 en 10 uur presenteerde.
Vanaf 17 augustus 2020 presenteerde Demaré van maandag tot donderdag het avondprogramma Lena Lena bij Nostalgie. Daarna maakte ze met Michaël Joossens het avondspitsprogramma op de zender.
Na de zomer van 2025 stapt ze over naar Nostalgie Plus.